# Little Dark Age (singolo)
Little Dark Age è un singolo del gruppo musicale statunitense MGMT, pubblicato nel 2017 ed estratto dal loro quarto album in studio, l'omonimo Little Dark Age.

## Tracce
1. Little Dark Age – 4:59